# Bronvaux
 Bronvaux  es una población y comuna francesa, en la región de Lorena, departamento de Mosela, en el distrito de Metz-Campagne y cantón de Marange-Silvange.

## Demografía
| 304 | 548 | 547 | 562 | 545 | 595 |
| Para los censos de 1962 a 1999 la población legal corresponde a la población sin duplicidades (Fuente: INSEE [Consultar]) |     |     |     |     |     |